# Космонавт Владислав Волков (судно)
«Космонавт Владислав Волков» — научно-исследовательское судно, предназначенное для сбора телеметрической информации с космических аппаратов, запускавшихся в СССР, а также обеспечения связи наземных пунктов управления полётами с экипажами космических кораблей и станций; до 1995 года носило вымпел АН СССР и находилось в ведении Министерства обороны, а с 1995 года — Российского космического агентства. Названо в честь космонавта Владислава Николаевича Волкова, погибшего во время полета космического корабля «Союз-11».
Построено в 1977 году в Ленинграде, в составе серии из четырёх судов проекта «Селена-М», в которую вошли также «Космонавт Павел Беляев», «Космонавт Георгий Добровольский» и «Космонавт Виктор Пацаев». Основой проекта стал лесовоз «Енисейлес» проекта 596 1964 года постройки (заводской № 803), который, однако был полностью переработан (неизменными остались лишь корпуса и главные энергетические установки). Главный конструктор Б. П. Ардашев. Первый рейс состоялся 18 октября 1977 года.
Наибольшая длина 121,9 м, наибольшая ширина 16,7 м, высота борта до верхней палубы 10,8 м Водоизмещение с полными запасами 8950 т, осадка 6,6 м. Главная энергетическая установка — дизель мощностью 5200 л. с. Скорость 14,7 узла. Судовые запасы: топливо — 1440 т, смазочные масла — 30 т, питьевая и мытьевая вода — 600 т. Дальность плавания 16 000 миль. Запасов провизии хватает на 90 суток автономной работы, запасов воды — на 30 суток. В составе экипажа 66 человек, экспедиции — 77 человек. Район плавания мореходными качествами судна не ограничен.
С 1977 по 1991 год судно выполнило 14 экспедиционных рейсов в Центральной и Южной Атлантике, Мексиканском заливе, Карибском море и Индийском океане. В его задачи входило обеспечение контроля Центра управления полётом над ответственными операциями, производимыми на орбитальных пилотируемых станциях, контроль включения разгонных ступеней ракет при запусках геостационарных спутников и спутников с высокими эллиптическими орбитами.
В 2000 году разобран на калининградском СРЗ «Судоремонт-Балтика»